# 阿根廷油鯡
大鱗油鯡為輻鰭魚綱鲱形目鲱科的其中一種，分布於西南大西洋區，從巴西桑托斯至阿根廷拉布拉塔河河口，棲息深度可達50公尺，本魚身體的背面藍綠色，側邊與腹面銀色，魚鰭金黃色，在鰓蓋後面的大深色斑點，背鰭軟條16枚;臀鰭軟條19枚，體長可達35公分，棲息在沿海海域，成群活動，以浮游生物為食，可做為食用魚。

## 擴展閱讀
維基物種上的相關：大鱗油鯡